# Iowa Wolves
O Iowa Wolves é um clube de basquetebol profissional estadunidense sediado em Des Moines, Iowa. É afiliado ao Minnesota Timberwolves. Eles jogam na Conferência Oeste na NBA Development League (NBA D-League), uma liga pra jogadores em desenvolvimento para subir à National Basketball Association (NBA).

## História
Foi fundado em 2007 como Iowa Energy, e levaram o título da D-League em 2011. Em 2017, foram comprados pelos Timberwolves e rebatizados com o apelido da equipe.

### Jogadores com experiência de NBA
- Joel Anthony (2008)
- Earl Barron (2009–2010)
- Shannon Brown (2008)
- Earl Clark (2010)
- Daequan Cook (2008)
- JamesOn Curry (2007–2009)
- John Edwards (2009)
- Patrick Ewing, Jr. (2012)
- Diante Garrett (2014–2015)
- Taylor Griffin (2009–2010)
- Xavier Henry (2012)
- Othyus Jeffers (2008–2011)
- James Johnson (2011)
- Dwayne Jones (2009)
- Gani Lawal (2010)
- Cartier Martin (2008–2010, 2012, 2015)
- Hamady N'Diaye (2012)
- Demetris Nichols (2007–2009)
- Garret Siler (2010–2011)
- Cedric Simmons (2008)
- Courtney Sims (2008–2011)
- Mike Taylor (2011)
- Anthony Tolliver (2007–2009)
- Jeff Trepagnier (2009–2010)
- Alando Tucker (2008–2009)
- Darryl Watkins (2008)
- Kyle Weaver (2010–2011)
- Damien Wilkins (2014–present)
- Jordan Adams (2014–2015)
- Jarnell Stokes (2014–2015)
- Russ Smith (2015)
- James Ennis (2015–present)